# تشارلز ماكوين هايد
تشارلز ماكوين هايد (8 يونيو 1832-13 أكتوبر 1899) هو مبشر مسيحي وصل إلى هاواي في عام 1877. كان له دور فعال في إنشاء ودعم المدارس لتعليم وتدريب سكان هاواي في ذلك الوقت. قام بتوجيه سكان هاواي الأصليين الذين أرادوا تعلم المسيحية، وساعد في توفير لقاحات الجدري للسكان، وكان سليل العهد الاسكتلندي، وأحد الأمناء الخمسة الأصليين لمدارس كاميهاميها.

## حياته
ولد هايد في 8 يونيو 1832 في مدينة نيويورك من اب محامي جوزيف هايد وام كاثرين ماكوين هايد، وكان جده لامه، تشارلز ماكوين، قاضيًا في نيويورك كان نشطًا في جمعية الكتاب المقدس، ومن سلالة كفننترس الأصليين في اسكتلندا. يتحدث اللغتين اليونانية واللاتينية، ألتحق بكلية ويليامز في سن 16، كان طالباً متفوقاً على التلاميذ، بعد التخرج حصل على أموال كمدرس خاص، اكتسب خبرة مهنية في التدريس في الكلية. وفي عام 1853 ألتحق بمدرسة يونيون اللاهوتية في نيويورك، بعد ذلك تم تعينهُ كوزير للأبرشية في 19 أغسطس 1862، وتلقى دعوته إلى كنيسته الأولى في بريمفيلد، ماساتشوستس، وفي عام 1872 حصل على درجة DD.

## هاواي
أرسل هايد في 21 مارس 1877 ومجموعة صغيرة من رجال الدين في صقل معلوماتهم في هاواي، نظم هايد عند وصوله على الفور معهد شمال المحيط الهادئ التبشيري، وتعلم بسرعة لغة هاواي للتحدث مع السكان الأصليين، وبدأ في إلقاء خطبه فيها، حاول هو وزوجته غرس أخلاقيات العمل في الذكور في هاواي، وتعليم مهارات التدبير المنزلي للنساء، وكما فتحوا منازلهم للسكان المحليين وغالبًا ما يقدمون مساعدات مالية للمحتاجين، وساعد في توفير لقاحات الجدري للسكان المحليين، وايضاً لتعليم رجال هاواي الذين أرادوا العمل كقساوسة مسيحيين، أصبح هايد مبشراً مسيحياً.
أصبح فيما بعد رئيسًا لمجلس أمناء مدرسة كاواياهاو النسائية، كما شغل منصب رئيس مدرسة بوناهو، عندما كتبت بيرنيس بواهي بيشوب وصيتها في 31 أكتوبر 1883، قامت بتسمية هايد كواحة من الأمناء الخمسة الأصليين لمنزلتها.

## السنوات الأخيرة
في عام 1893 قام هايد بجولة في أوروبا، وفي عام 1897 قاموا بجولة في اليابان والصين. وتوفي في 13 أكتوبر 1899.

## ملحوظات
1. ↑  Hyde (1901) pp.1,2,3
2. ↑  Hewitt (1914) pp. 352–353
3. ↑  Hyde (1901) pp.15,23
4. ↑  Hyde (1901) pp. 29–56
5. ↑  Hewitt (1914) pp. 353–354
6. ↑  King, Roth (2006) p.302
7. ↑  Hyde (1901) pp.69,70
8. ↑  Hewitt (1914) pp. 356
9. ↑  Forbes (2003) p.356
10. ↑  "Rev. Charles M. Hyde Passes Away". Evening Bulletin. 14 أكتوبر 1899. مؤرشف من الأصل في 2022-06-13. اطلع عليه بتاريخ 2019-11-24.